# Großsteingräber bei Kuppentin
Die Großsteingräber bei Kuppentin waren mindestens drei megalithische Grabanlagen der jungsteinzeitlichen Trichterbecherkultur bei Kuppentin, einem Ortsteil von Gallin-Kuppentin im Landkreis Ludwigslust-Parchim (Mecklenburg-Vorpommern). Sie wurden im 19. Jahrhundert zerstört. Zwei der Gräber wurden 1844 unter Leitung von Johann Ritter archäologisch untersucht. Die dabei gemachten Funde befinden sich heute in der Sammlung des Archäologischen Landesmuseums Mecklenburg-Vorpommern in Schwerin.

## Lage
Die Gräber befanden sich südwestlich von Kuppentin auf einer sandigen Anhöhe zwischen Altenlinden (ehemals Gut Malchow) und der einst an der Müritz-Elde-Wasserstraße gelegenen Kuppentiner Schleuse in der Nähe der Schäfereitannen. Nach Johann Ritter „rag[t]en an mehreren Stellen ziemlich große Steine etwas aus dem Sande hervor. Gewöhnlich liegen 2 bis 4 solcher Steine neben einander und ist der Sand dazwischen erhöhet, so daß alle diese Stellen wahrscheinlich Reste von Hünengräbern oder Steinkisten sind.“ Es gab also vermutlich noch mehr als die drei näher beschriebenen Anlagen. Nordwestlich lagen die Großsteingräber bei Gallin, nordöstlich das Großsteingrab Plauerhagen.

## Beschreibung

### Grab 1
Das erste Grab war bereits 1838 ohne nähere Untersuchung zerstört worden. Nach der vorliegenden Beschreibung besaß es eine Hügelschüttung aus Erde, aus der noch wenigstens zwei Steine herausragten. Ewald Schuldt klassifizierte die Anlage als Urdolmen. Aus dem Grab wurde ein Schmalmeißel aus Feuerstein geborgen, der 1843 dem Verein für mecklenburgische Geschichte und Altertumskunde übereignet wurde.

### Grab 2
Von Grab 2 waren 1844 noch drei Steine erhalten, die offenbar nicht mehr in situ standen. Es handelte sich um zwei Steine, die in nord-südlicher Richtung etwa 8 Fuß (ca. 2,4 m) auseinander lagen. Zwischen ihnen lag ein dritter Stein. Westlich dieses Steins befand sich eine Brandschicht von 6 Fuß (ca. 1,8 m) Länge und Breite. Der Boden der Kammer war mit geglühtem Feuerstein und grobem Kies gepflastert. Nach Ewald Schuldt handelte es sich bei der Anlage um einen erweiterten Dolmen. Als einzige Grabbeigabe wurde ein dicknackiges Hohlbeil aus grauem Feuerstein gefunden.

### Grab 3
Bei Grab 3 waren drei Wandsteine der Grabkammer noch in situ erhalten. Sie standen im rechten Winkel aneinander und bildeten das südöstliche Ende der Kammer. Zwei weitere Steine wurden liegend in der Mitte der Kammer entdeckt. Auch bei dieser Anlage handelte es sich nach Ewald Schuldt um einen erweiterten Dolmen. Am östlichen Ende der beiden liegenden Steine wurde ein Fragment eines schnurverzierten Bechers aus einer Nachbestattung der endneolithischen Einzelgrabkultur gefunden.